# Ducs de Nardò
Les ducs de Nardò est une lignée italienne, qui voit le jour avec l'attribution de ce titre à Belisario Acquaviva d'Aragon, 14e comte de Conversano et de Casamassima, commandant au service du Roi de Naples et de l'empereur Charles Quint, fils de Giulio Antonio Acquaviva d'Aragon, 7e duc d'Atri et de Caterina Orsini del Balzo, fille du prince de Tarente.
Il fut nommé 1er duc de Nardò le 12 mars 1497 par concession et le 3 juillet 1517 par edit du roi Frédéric Ier de Naples.
Le mariage de Caterina (6e duchesse) en 1598 avec son cousin Giulio Acquaviva, 2e duc de Noci, 2e comte de Castellana, 19e comte de Conversano (it) et 12e comte de San Flaviano, va réunir les deux branches de la famille initiale et attribuer aux descendants les titres des deux branches.

## Généalogie
```
 
Belissário
 (1464-1528), 
1
er
 duc de 
Nardò
, épouse
       │       
Sveva Sanseverino
 (°1465), fille de 
Girolamo
, prince de 
Bisignano
 ;
       │
       └─>
Giovanni Bernardino
(† 1542), 
2
e
 
duc
 de 
Nardò
, épouse
           │   
Giovanna Gaetani d'Aquila d'Aragona
, fille de 
Onorato
, duc de 
Trajeto
, comte de 
Fondi
;
           │
           └─>
Francesco
 († 1559), 
3
e
 
duc
 de 
Nardò
, épouse
               │   
Isabella Branai Castriota
, fille de 
Alfonso Castriota Scanderbegh
, marquis de la 
Tripalda
 ;
               │
               └─>
Giovanni Bernardino II
 († 1596), 
4
e
 
duc
 de 
Nardò
, épouse
                   │   
Anna Loffredo 
, fille de 
Ferdinando
, 
1
er
 marquis de 
Trevico
 ;
                   │
                   └─>
Belisario II
 († 1619), 
5
e
 
duc
 de 
Nardò
, épouse
                       │   
Porzia Pepe
 ;
                       │
                       └─>
Caterina
(† 
1636
), , 
6
e
 
duchesse
 de 
Nardò
, épouse
                           │   
Giulio Antonio I
(† 
1623
), 
19
e
 
comte
 de 
Conversano
 et 
2
e
 
duc
 de 
Noci
 ;
                           │
                           └─>
Giangirolamo II
(1600-1665), épouse
                              │  comtesse 
Isabella Filomarino
 (1600-79), baronne de 
Castellabate
 et fille de 
Tommaso Filomarino
, 
1
er
 prince della Rocca d'
Aspro
.
                              │
                              └─> 
Cosimo
 (†1665), 
8
e
 
duc
 de Nardò, épouse
                                   │  
Caterina di Capua
 (1626-1691), fille de 
Fabrizio
, prince della 
Riccia
 et comte d'
Altavilla
;
                                   │
                                   ├─> 
Giangirolamo III
 (†1680), 
9
e
 
duc
 de 
Nardò
, épouse
                                   │       
Aurora Sanseverino
 (1667-1727), fille de 
Carlo Maria
 
9
e
 
prince
 de 
Bisignano
;
                                   │
                                   └─> 
Giulio Antonio
 (†1691), 
10
e
 
duc
 de Nardò, duc de 
Noci
, comte de 
Castellana
, 
Conversano
 et 
San Flaviano
 épouse
                                        │  
Dorotea
 (†1714), fille de 
Giosia
, 
14
e
 
duc
 d'
Atri
 (1631-79);
                                        │
                                        └─>
Giulio Antonio
 (1691-1746), 
11
e
 
duc
 de Nardò, épouse
                                             │   
Maria Teresa Spinelli
 (1693-1768), fille de 
Carlo
, 
6
e
 
prince
 de la 
Tarsia
;
                                             │
                                             └─>
Giovanni Girolamo
 (†1777), 
12
e
 
duc
 de Nardó, épouse
                                                  │   
Maria Giuseppa Spinelli
 (1723-1757), fille de 
Francesco Spinelli
 
7
e
 
prince
 de 
Scalea
;
                                                  │
                                                  └─>
Giulio Antonio
 (1742-1801), 
13
e
 
duc
 de Nardó, épouse
                                                       │   
Teresa Spinelli
 (1759-1834), fille d' 
Antonio II Spinelli
, 
8
e
 
prince
 de 
Scalea
;
                                                       │
                                                       └─>
Giangirolamo
 (1786-1848),14
e
 duc de 
Nardò
, épouse
                                                            │   
Maria Giulia Colonna
 (°1783), fille d' 
Andrea
, prince de 
Stigliano
;
                                                            │
                                                            └─>
Luigi
, 
15
e
 
duc
 de Nardò (1812-1898), épouse
                                                                 │   
Giulia Milazzi di Casalaspro
 (1828-1863)
                                                                 │
                                                                 └─>
Francesco
, 
16
e
 
duc
 de 
Nardò
 (1851-1894), épouse
                                                                     │ 
Maria Zunica
, 
10
e
 
princesse
 de 
Cassano
 et 
8
e
 
duchesse
 d'
Alessano

                                                                     │
                                                                     └─>
Giulia
(1887-1972), 
25
e
 
duchesse
 d'
Atri
, 
17
e
 
duchesse
 de 
Nardò
, 
41
e
 
comtesse
 de 
Conversano

                                                                         │ ∞ 
Giustiniano Perrelli-Tomacelli-Filomarino
, 
10
e
 
prince
 de 
Bojano
;
                                                                         │
                                                                         └─>
Fabio Tomacelli Filomarino
 (1920-2003), 
26
e
 
duc
 d'Atri, 
11
e
 
prince
 de 
Bojano
.
```